# Eleutherodactylus griphus
Eleutherodactylus griphus là một loài ếch trong họ Leptodactylidae đặc hữu của Jamaica. Môi trường sống tự nhiên của nó là các khu rừng đất thấp ẩm nhiệt đới và cận nhiệt đới. Loài này đang bị đe dọa do mất môi trường sống.